# Peter Bebjak
Peter Bebjak (* 1. září 1970 Partizánske) je slovenský režisér, scenárista a příležitostný herec, který působí také v České republice.
Známý je především díky své televizní tvorbě. Podílel se na režii úspěšných kriminálních seriálů Kriminálka Anděl, Případy 1. oddělení, Specialisté, Četníci z Luhačovic či Devadesátky. V další režijní tvorbě více přechází postupně i do televizního žánru dramat, za zmínku stojí zejména seriály Spravedlnost a také seriál Herec.
V roce 2020 natočil slovenský celovečerní film Zpráva pojednávající skutečný příběh dvou mladých židovských uprchlíků z koncentračního tábora na konci druhé světové války.
Působí i jako příležitostný herec, objevil se mimo jiné v celovečerním filmu Učitelka.
Jeho partnerem je slovenský malíř Andrej Dúbravský.

## Filmografie

### Herec
- 2001: Hana a jej bratia
- 2003: Neverné hry
- 2012: Anjeli
- 2016: Učitelka
- 2025: Otec

### Režisér
- 2008–2025: Kriminálka Anděl (seriál)
- 2011: Meruňkový ostrov
- 2012: Zlo
- 2014–2022: Případy 1. oddělení (seriál)
- 2015: Čistič
- 2016–2017: Mordparta (seriál)
- 2016–2018: Za sklem (seriál)
- 2017: Čára
- 2017: Rex (seriál)
- 2017–2022: Specialisté (seriál)
- 2018: O zakletém králi a odvážném Martinovi (televizní film)
- 2019: Trhlina
- 2020: Herec (seriál)
- 2021: Zpráva
- 2021: Jozef Mak (televizní film)
- 2021: Slované (seriál)
- 2021: Stínohra
- 2022: Chlap (seriál)
- 2022: Devadesátky (seriál)
- 2022: Duch (seriál)
- 2022: Krakonošovo tajemství (televizní film)
- 2023: Matematika zločinu (seriál)
- 2024: Smršť
- 2024: Vedlejší produkt (minisérie)
- 2025: Duchoň